# Ekstraklasa kobiet w tenisie stołowym (2014/2015)
Ekstraklasa kobiet w tenisie stołowym 2014/2015 – 67. edycja rozgrywek pierwszego poziomu ligowego kobiet w Polsce. Brało w niej udział 10 drużyn.
Triumfatorem rozgrywek został KTS Spar Zamek Tarnobrzeg, który w meczach finałowych pokonał SKTS Sochaczew. Brązowe medale zdobyły drużyny GLKS Wanzl Scania Nadarzyn i KU AZS UE Wrocław.

## System rozgrywek
Rozgrywki prowadzone były z udziałem 10 drużyn i były podzielone na dwie fazy: zasadniczą i play-off.
Faza zasadnicza składa się z dwóch rund. Pierwsza runda rozgrywana jest systemem każdy z każdym. W drugiej rundzie gospodarzami spotkań w drugiej rundzie są drużyny, które w pierwszej rundzie w meczu pomiędzy tymi samymi drużynami grały na wyjazdach. Za zwycięstwo drużyny otrzymują 2 punkty, zaś za porażkę nie otrzymują punktów.
Do fazy play-off awansują 4 drużyny. W półfinałach zostaną rozegrane dwumecze. Pary zostaną ustalone na podstawie tabeli po rundzie zasadniczej (1-4, 2-3). Gospodarzami pierwszego meczu będą drużyny z niższego miejsc. Zwycięzcy półfinałów awansują do finału, gdzie zostanie rozegrany dwumecz, a gospodarzem pierwszego meczu będzie drużyna z niższego miejsca po fazie zasadniczej. Drużyna, która wygra finał otrzyma tytuł Drużynowego Mistrza Polski kobiet, puchar i złote medale, a zespół pokonany w finale otrzyma puchar i srebrne medale. Drużyny, które odpadły w półfinałach, otrzymają brązowe medale. Do 1. ligi spadną dwie ostatnie drużyny po fazie zasadniczej.
Każdy mecz składa się z 3-5 gier rozgrywanych kolejno na jednym stole. Mecz kończy się wraz z uzyskaniem przez jedną drużyn trzech zwycięstw. Układ gier w meczu.
| 1. gra | 2. gra | 3. gra | 4. gra | 5. gra |
| ------ | ------ | ------ | ------ | ------ |
| A–X    | B–Y    | C–Z    | A–Y    | B–X    |

## Kluby
| Klub                             | Sezon 2013/2014 |
| -------------------------------- | --------------- |
| AZS AJD Częstochowa              | 7. miejsce      |
| KS Bronowianka Kraków            | Półfinał        |
| GLKS Wanzl Scania Nadarzyn       | Wicemistrz      |
| KGHM Zanam DWSPiT Polkowice      | Półfinał        |
| KS Galaxy Białystok              | Awans z 1. ligi |
| KTS SPAR Zamek Tarnobrzeg        | Mistrz          |
| KU AZS UE Wrocław                | 5. miejsce      |
| MRKS Gdańsk                      | Awans z 1. ligi |
| Polmlek Zamer Lidzbark Warmiński | 8. miejsce      |
| SKTS Sochaczew                   | 6. miejsce      |

## Faza zasadnicza
| Poz. | Drużyna                          | M  | Z  | P  | Pojedynki | Punkty |
| ---- | -------------------------------- | -- | -- | -- | --------- | ------ |
| 1.   | KTS SPAR Zamek Tarnobrzeg        | 18 | 18 | 0  | 54:4      | 36     |
| 2.   | SKTS Sochaczew                   | 18 | 16 | 2  | 48:14     | 32     |
| 3.   | KU AZS UE Wrocław                | 18 | 12 | 6  | 40:26     | 24     |
| 4.   | GLKS Wanzl Scania Nadarzyn       | 18 | 9  | 9  | 32:37     | 18     |
| 5.   | Polmlek Zamer Lidzbark Warmiński | 18 | 9  | 9  | 37:35     | 18     |
| 6.   | KGHM Zanam DWSPiT Polkowice      | 18 | 9  | 9  | 35:40     | 18     |
| 7.   | KS Bronowianka Kraków            | 18 | 7  | 11 | 31:38     | 14     |
| 8.   | AZS AJD Częstochowa              | 18 | 7  | 11 | 29:38     | 14     |
| 9.   | KS Galaxy Białystok              | 18 | 3  | 15 | 20:49     | 6      |
| 10.  | MRKS Gdańsk                      | 18 | 0  | 18 | 9:54      | 0      |

|     | BIA | CZĘ | GDA | KRA | LDW | NAD | POL | SOC | TAR | WRO |
| BIA | –   | 0:3 | 3:1 | 1:3 | 0:3 | 2:3 | 1:3 | 0:3 | 0:3 | 0:3 |
| CZĘ | 3:1 | –   | 3:2 | 3:2 | 2:3 | 1:3 | 3:0 | 0:3 | 0:3 | 3:0 |
| GDA | 1:3 | 0:3 | –   | 0:3 | 0:3 | 0:3 | 2:3 | 1:3 | 0:3 | 0:3 |
| KRA | 3:2 | 3:1 | 3:0 | –   | 0:3 | 3:0 | 2:3 | 2:3 | 0:3 | 0:3 |
| LDW | 2:3 | 3:1 | 3:0 | 3:2 | –   | 3:2 | 1:3 | 0:3 | 0:3 | 2:3 |
| NAD | 3:2 | 3:1 | 3:0 | 1:3 | 1:3 | –   | 3:2 | 1:3 | 0:3 | 3:1 |
| POL | 3:1 | 3:1 | 3:1 | 3:2 | 3:2 | 1:3 | –   | 1:3 | 0:3 | 2:3 |
| SOC | 3:0 | 3:0 | 3:0 | 3:0 | 3:1 | 3:0 | 3:0 | –   | 0:3 | 3:1 |
| TAR | 3:0 | 3:1 | 3:0 | 3:0 | 3:1 | 3:0 | 3:1 | 3:0 | –   | 3:1 |
| WRO | 3:1 | 3:0 | 3:1 | 3:0 | 3:1 | 3:0 | 3:1 | 1:3 | 0:3 | –   |

## Play-off
|  | Półfinały | Półfinały                  | Półfinały | Półfinały |  |  | Finał | Finał                     | Finał | Finał |
|  |           |                            |           |           |  |  |       |                           |       |       |
|  | 1         | KTS SPAR Zamek Tarnobrzeg  | 3         | 3         |  |  |       |                           |       |       |
|  | 4         | GLKS Wanzl Scania Nadarzyn | 1         | 2         |  |  |       |                           |       |       |
|  |           |                            |           |           |  |  | 1     | KTS SPAR Zamek Tarnobrzeg | 3     | 3     |
|  |           |                            |           |           |  |  | 2     | SKTS Sochaczew            | 0     | 0     |
|  | 2         | SKTS Sochaczew             | 3         | 3         |  |  |       |                           |       |       |
|  | 3         | KU AZS UE Wrocław          | 1         | 0         |  |  |       |                           |       |       |

### Półfinały
| Gospodarze                 | Wynik       | Goście                     |
| 1. półfinał                | 1. półfinał | 1. półfinał                |
| -------------------------- | ----------- | -------------------------- |
| GLKS Wanzl Scania Nadarzyn | 1:3         | KTS SPAR Zamek Tarnobrzeg  |
| KTS SPAR Zamek Tarnobrzeg  | 3:2         | GLKS Wanzl Scania Nadarzyn |
| 2. półfinał                |             |                            |
| KU AZS UE Wrocław          | 1:3         | SKTS Sochaczew             |
| SKTS Sochaczew             | 3:0         | KU AZS UE Wrocław          |

### Finał
| Gospodarze                | Wynik                 | Goście                    |
| 1. mecz, 20 maja 2015     | 1. mecz, 20 maja 2015 | 1. mecz, 20 maja 2015     |
| ------------------------- | --------------------- | ------------------------- |
| SKTS Sochaczew            | 0:3                   | KTS SPAR Zamek Tarnobrzeg |
| 2. mecz, 23 maja 2015     |                       |                           |
| KTS SPAR Zamek Tarnobrzeg | 3:0                   | SKTS Sochaczew            |

## Medaliści
| Lp. | Drużyna                    |
| --- | -------------------------- |
| 1.  | KTS SPAR Zamek Tarnobrzeg  |
| 2.  | SKTS Sochaczew             |
| 3.  | GLKS Wanzl Scania Nadarzyn |
| 3.  | KU AZS UE Wrocław          |